# رصاص مطاطي

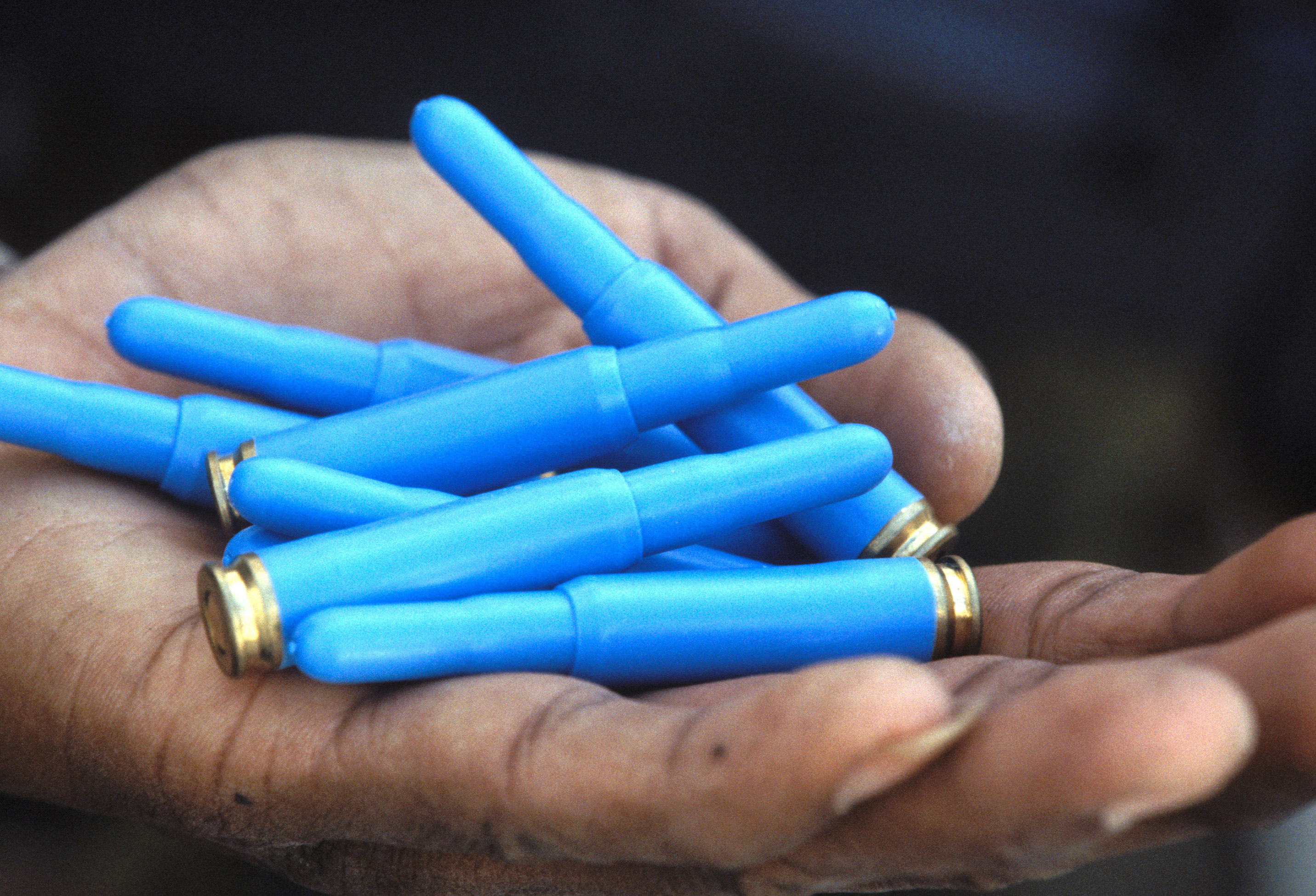
رصاصات مطاطية

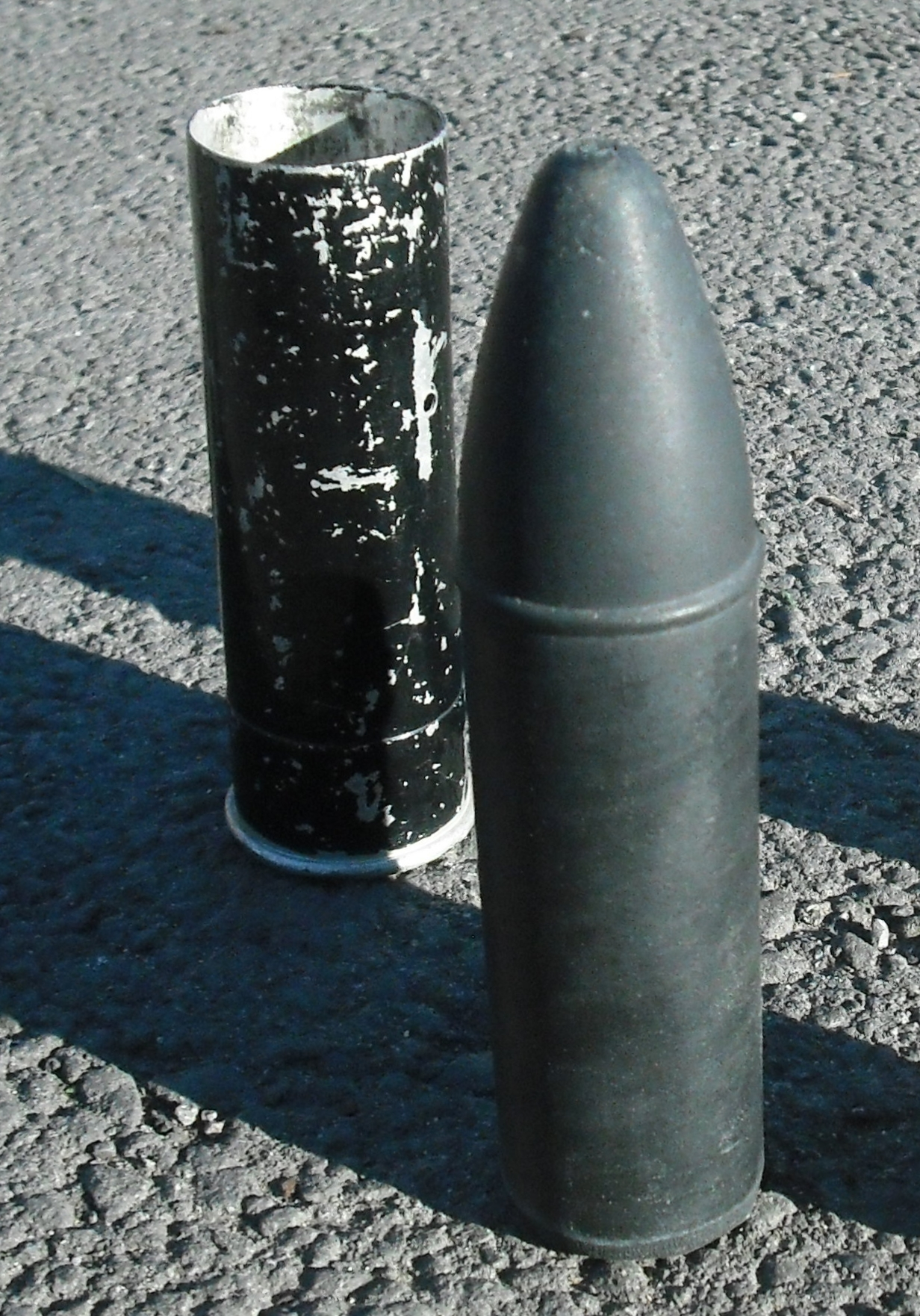
كرة مطاطية 37 مم يستخدمها الجيش البريطاني كجزء من الصراع في ايرلندا الشمالية

الرصاص المطاطي (بالإنجليزية: Rubber bullets)‏ هي قذائف مطاطية أو مغطاة بالمطاط أو رصاص عادي مصنوع من الفولاذ الصلب ولكنه مغطى بطبقة من المطاط -مع العلم ان المطاط لا يقلل من خطورة الفولاذ- وهو متعدد الأشكال فمنه الاسطواني أو الكروي. ويمكن إطلاقه من أسلحة نارية عادية، أو من بنادق الشغب. صممت لكي تكون أقل ضررا كبديل عن القذائف المعدنية.
وكالقذائف المماثلة الأخرى المصنوعة من البلاستيك والشمع والخشب، فإن الرصاص المطاطي يمكن استخدامه في التدريب القصير المدى، وفي السيطرة على الحيوانات، ولكنها تستخدم بشكل واسع في مظاهرات الشغب على يد قوات مكافحة الشغب.
الرصاص المطاطي هو رصاص غير مميت طالما أنه يطلق من مسافات تزيد عن 40 متراً ولكن قد يؤدي لأضرار بالغة أو الشلل في حالات الإصابة في أماكن حساسة، كما يؤدي لتشوهات في الجسم وعدم توازن أثناء الحركة وصعوبة في المشي نتيجة الآلام المتسببة في القدم وغيرها من الأضرار الجسدية البالغة والتي تحدث في حال عدم الوفاة.
تكمن خطورة استخدامه في استسهال المجتمع الدولي بشأنه واعتقادهم بقلة ضرره واستباحة استخدامه في أبسط الظروف والمناسبات، مع العلم أن الأضرار الناجمة عنه تكون حسب مسافة الإطلاق والتي يجب ألا تقل عن 40 مترا.

## الاحتلال الإسرائيلي

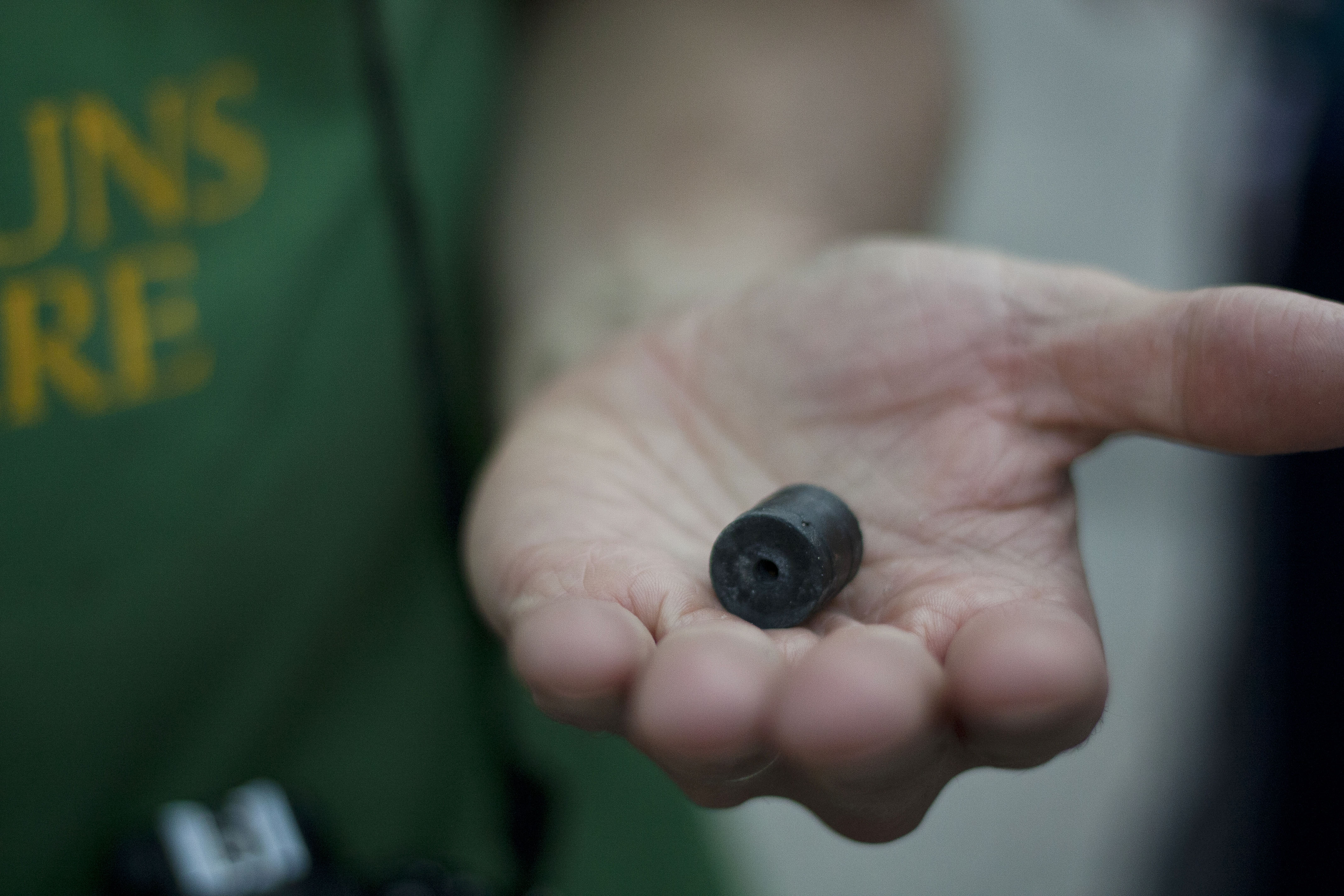
مصور صحفي أمريكي يحمل رصاصة مطاطية إسرائيلية أطلقت بالقرب منه خلال مواجهات في بيت لحم، الضفة الغربية. (تصوير: مصطفى بدر)

في فلسطين يستخدم الجيش الإسرائيلي الرصاص المطاطي بشكلٍ واسع تجاه المدنيين الفلسطينيين، إلى جانب الذخيرة الحيّة. وكثيراً ما يتم استهدافهم من مسافاتٍ قريبة، وفي مناطق عليا من الجسم، وأحيانا يؤدي لمقتل المصاب، ويشمل ذلك الصحفيين.